# Pern-Lhospitalet
 Pern-Lhospitalet ist eine französische Gemeinde im Département Lot in der Region Okzitanien. Die 925 Einwohner (Stand: 1. Januar 2022) zählende Gemeinde gehört zum Arrondissement Cahors und ist Mitglied im Gemeindeverband Communauté de communes du Quercy Blanc. Sie liegt an der Via Podiensis, einer Variante des Jakobswegs.
Sie entstand mit Wirkung vom 1. Januar 2025 als Commune nouvelle durch Zusammenlegung der bis dahin selbstständigen Gemeinden Lhospitalet und Pern, die fortan den Status als Communes déléguées besitzen. Der Verwaltungssitz befindet sich in Lhospitalet.

## Gemeindegliederung
| Commune déléguée              | Ehemaliger INSEE-Code | PLZ   | Fläche (km²) | Einwohnerzahl (2022) |
| ----------------------------- | --------------------- | ----- | ------------ | -------------------- |
| Lhospitalet (Verwaltungssitz) | 46172                 | 46170 | 14,65        | 499                  |
| Pern                          | 46217                 | 46170 | 25,66        | 426                  |

## Geografie
Pern-Lhospitalet liegt in der Région naturelle des Quercy Blanc, etwa 10 Kilometer südsüdwestlich von Cahors. Das Gemeindegebiet wird entwässert vom Lendou, von der zeitweise trockenfallenden Barguelonne, vom zeitweise trockenfallenden Ruisseau de Lacoste, der an der Gemeindegrenze zur Nachbargemeinde Le Montat entspringt und von den zeitweise trockenfallenden Ruisseau du Moulinas vom Ruisseau du Pech, Ruisseau de Malemousque und Ruisseau des Foundesous. Das Zentrum liegt leicht erhöht auf einer Höhe von etwa 300 m. Das Relief des Gebiets ist insgesamt leicht hügelig mit einer maximalen Erhebung von 330 m in der Nähe des Zentrums und einer minimalen Höhe von 198 m im Süden beim Austritt der Barguelonne aus dem Gemeindegebiet.
Teile des Gebiets von Pern-Lhospitalet gehören zum Natura-2000-Schutzgebiet „Serres de Saint-Paul-de-Loubressac et de Saint-Barthélémy, et causse de Pech Tondut“ (FR7300917) und zu vier ZNIEFF-Naturzonen.
Umgeben wird Pern-Lhospitalet von den Nachbargemeinden Labastide-Marnhac im Norden und Nordwesten, Le Montat im Norden, Fontanes im Osten, Saint-Paul-Flaugnac im Süden, Castelnau-Montratier im Südwesten sowie Cézac im Westen.

## Sehenswürdigkeiten
| Name                             | Ort         | Bemerkungen         | Bild |
| -------------------------------- | ----------- | ------------------- | ---- |
| Kirche Notre-Dame-de-la-Nativité | Lhospitalet | 12./13. Jahrhundert |      |
| Kirche Saint-Pierre              | Pern        |                     |      |
| Saint-Barthélemy                 | Pern        |                     |      |

## Sport und Freizeit
Der GR 65, ein Fernwanderweg und Abschnitt der Via Podiensis, führt durch das nördliche Gemeindegebiet.

## Bildung
Die Gemeinde verfügt über 
- eine öffentliche Grundschule (École élémentaire) in Pern und
- eine öffentliche Vor- und Grundschule (École primaire) in Lhospitalet.[5]

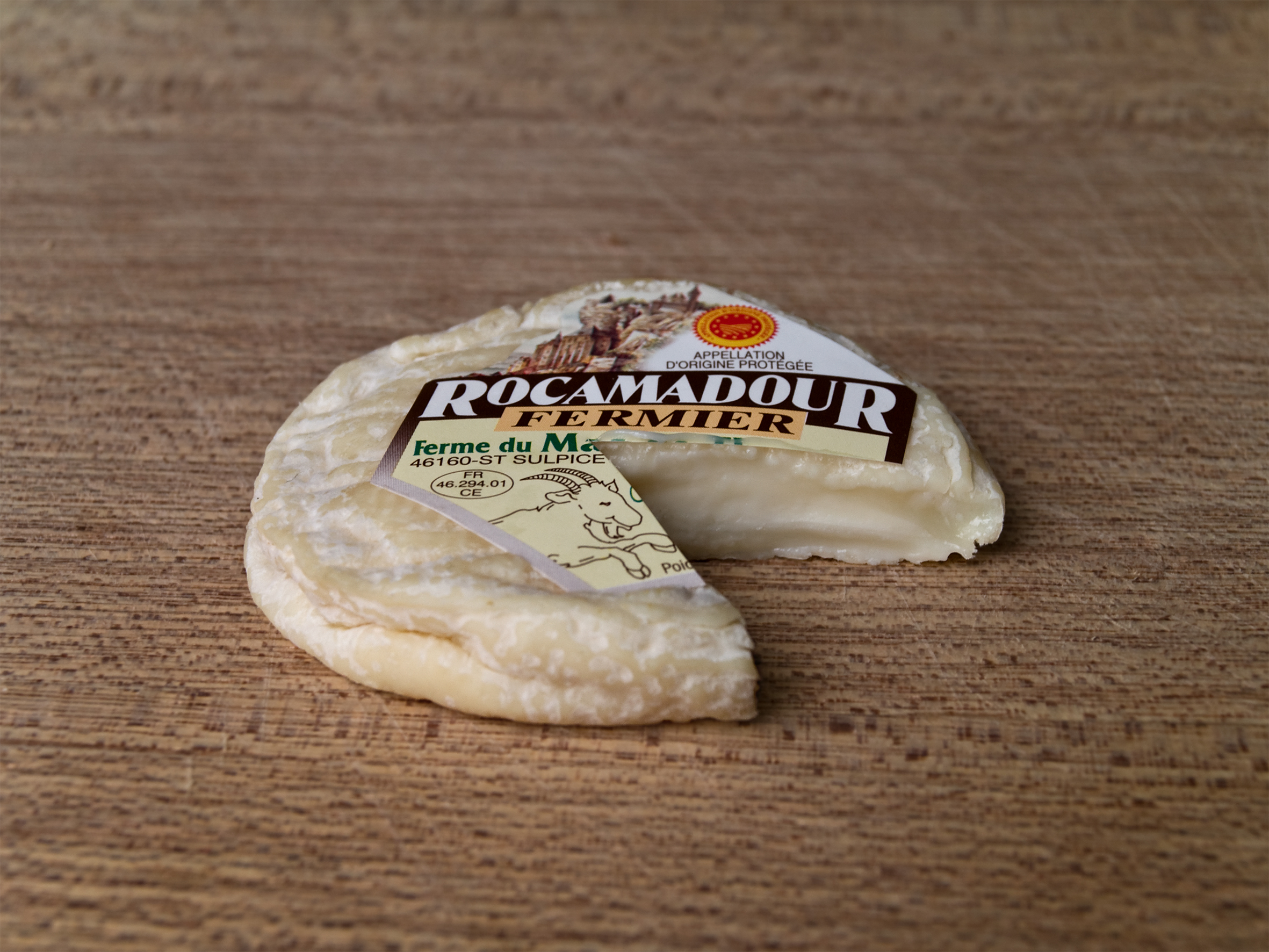
Rocamadour-Käse

## Wirtschaft
Pern-Lhospitalet liegt in den Zonen AOC der Käsesorten:
- Bleu des Causses, ein Blauschimmelkäse aus Kuh-Vollmilch und
- Rocamadour, ein Käse aus Ziegenmilch.[6]

## Verkehr
Pern-Lhospitalet liegt abseits größerer Verkehrsachsen. Die Departementsstraße D 659, die ehemalige Route nationale 659 von Labastide-Marnhac nach Montauban über Castelnau-Montratier, durchquert die Gemeinde von Nordost nach Südwest. Nachgeordnete Departementsstraßen und lokale Landstreßen verbinden die Ortsteile und Weiler miteinander und mit weiteren Nachbargemeinden.